# Dekopon
Dekopon (デコポン) hay Shiranui (不知火, bất tri hỏa) là một giống trái cây có múi của Nhật Bản thuộc chi Citrus. Cây cho quả vào cuối đông, vị ngọt, không hạt, dễ bóc vỏ, kết cấu mềm mại và hương vị cân đối, hình cầu, đỉnh có cuống lồi đặc trưng. Quả đại diện cho các thế hệ giống quýt cam mới chất lượng cao được giới lai tạo Nhật Bản lựa chọn.

## Tên gọi
Shiranui (不知火) là tên gọi chung cho giống cây được trồng ban đầu ở Shiranuhi (不知火町Shiranuhi-machi), một thị trấn ở quận Uto, tỉnh Kumamoto. Shiranui được trồng (1972) trước khi áp dụng hệ thống đăng ký giống của Nhật Bản theo Đạo luật về hạt giống và cây giống, sau đó giống cây này không được đăng ký. Tên ban đầu được chọn là Kiyomi x Ponkan 32.
Dekopon đã không được đăng ký là giống cây nông nghiệp tại Nhật Bản cho mục đích nông lâm nghiệp hoặc gây giống; do phần cuống lồi trên quả, vào thời điểm phát triển bị xem là khó nhìn và không làm giảm độ chua trong quả. Tuy nhiên, dekopon là thương hiệu đã được tỉnh Kumamoto đăng ký theo n° 2495156 vào 29 tháng 1, 1993 và chỉ có thể vận chuyển phần nhỏ sản lượng shiranui đáp ứng các tiêu chí về chất lượng và ban đầu là xuất xứ. Cùng thời gian đó, giống quả này còn được đặt nhiều tên khác, ví dụ: Himepon là thương hiệu có nguồn gốc từ tỉnh Ehime, Hiropon là thương hiệu bán trên thị trường có nguồn gốc từ tỉnh Hiroshima. Ngoài ra còn có các thương hiệu khác như Kiyopon, Ramiporin, Fujipon, Amapon, Pondarin... Dékotangor (デコタンゴール). Dekopon được hoán xưng trở thành tên gọi chung cho tất cả các loại shiranui hay shiranuhi. Sau một thỏa thuận mà theo đó bất kỳ ai cũng có thể sử dụng tên "dekopon" bằng cách trả phí và đáp ứng các tiêu chuẩn chất lượng nhất định, tên này đã được sử dụng cho giống quả này bất kể sản xuất từ đâu tại Nhật Bản. Tên gọi này xuất phát từ deko (凸, デコ, nghĩa là “lồi") chỉ đến phần cuống lồi nhô ra và pon trong ponkan (ポンカン, một trong những loại quả là gốc lai tạo), ghép lại tạo ra tên dekopon (デコポン).
Thương hiệu dekopon đang được bảo hộ vào thời điểm đó, các quốc gia có cộng đồng người Nhật nhập cư đông đảo đã chọn thương hiệu mới: Kinsei (金星, nghĩa là Kim Tinh) ở Brasil, Hallabong (한라봉, vì được trồng trên đảo Jeju bao gồm cả trung tâm trồng trọt quanh núi Hallasan 한라산) ở Hàn Quốc và ở Azerbaijan. Từ khi được kiểm dịch vào năm 2003, cây đã được tập đoàn đóng gói cam quýt Pacific Fresh trồng theo giấy phép vào năm 2011 tại Úc. Vào năm 2021, Viện Nghiên cứu Nông nghiệp Valencian (IVIA) của Tây Ban Nha đã tiến hành tái tạo và loại bỏ mầm bệnh, với một dự án canh tác cho năm 2023; cùng năm đó, Đơn vị Kiểm dịch ANSES đã chứng nhận một giống cây trồng của Mỹ được đưa vào châu Âu.
Ở Hoa Kỳ, dekopon được đăng ký tên thương hiệu là "Sumo Citrus™" (Suntreat đã đăng ký và được cấp phép thương hiệu này ở Úc, Tây Ban Nha, Peru và Nam Phi), được trồng nhiều ở California từ năm 2011 sau khi tái sinh và diệt trừ virus kiểm dịch vào năm 2005. Tên gọi Sumo được đặt do phần cuống lồi trên quả được cho giống với kiểu tóc của các đô vật sumo truyền thống của Nhật Bản.
Ở Trung Quốc, giống cây ban đầu được trồng tại Tứ Xuyên vào năm 2000, đặt tên là xú quất (丑橘), nghĩa là quýt xấu, quả có thể đạt  đến 400 g  và 17 ° Brix. Lựa chọn tên này dẫn đến sự nhầm lẫn với giống quýt cam Ugli cũng được trồng tại Trung Quốc ở Vân Nam dưới cùng tên.

## Lịch sử
Năm 1972, phòng thí nghiệm nghiên cứu nông nghiệp Minamishimabara đã thu được giống lai Kiyomi x Nakano N° 3 Ponkan. Theo đó cây con được trồng ở Shiranuhimachi, tỉnh Kumamoto. Theo ghi nhận, kiyomi là loại quýt cam đầu tiên có ở Nhật Bản vào năm 1949 kể từ khi một cây quýt Satsuma Miyakawa Hayao được thụ phấn từ một cây cam Trogita thanh dịu. Kiyomi có rất nhiều hậu duệ thế hệ đầu tiên bao gồm Akemi, Amaka, Harumi, Nishinokaori (xem kanpei), Setomi, Shiranui, Tamami, Tsunokaori, Youkou (cùng chủng nguồn với Nakano N° 3), bản thân chúng sẽ được lai ghép lại. Nakano N° 3 ponkan là một giống quýt châu Á (Citrus reticulata Blanco).
Quả được xuất bán lần đầu tiên ở chợ Kumamoto vào ngày 1 tháng 3 năm 1991. Ngày này được chọn thành Ngày lễ Dekopon (デコポンの日) tổ chức tại Nhật Bản từ năm 2006.
Nghiên cứu quan trọng là cần thiết để tránh cho quả bị khô trong quá trình bảo quản (được thực hiện ở 12°C và có thể cung cấp cho thị trường cho đến tháng 7), làm chủ kỹ thuật trồng trọt trong nhà kính (làm nóng, tỉa thưa), chọn giống Hito no Yu phù hợp với chất lượng và viết hướng dẫn trồng trọt cho những người làm vườn. Thành công khi trồng dekopon tại Nhật Bản thật ấn tượng. Đó là do chất lượng quả, mong muốn đổi mới giống và tổ chức của người sản xuất tập trung vào chất lượng sản phẩm. Cây được trồng ở nhiều tỉnh miền nam: Shizuoka, Mie, Wakayama, Hiroshima, Tokushima, Ehime, Saga, Kumamoto, Oita, Miyazaki và Kagoshima. Năm 2017, dẫn đầu về diện tích gieo trồng (2.793 ha) trước yuzu (2.244 ha), iyokan (2.223 ha), ponkan (1.701 ha). Về trọng tải, quả vượt xa ponkan - phần lớn chiếm đa số vào thế kỷ XX - vào năm 2013 với 47.000 t. Năm 2015, dekopon đại diện cho 25% trái cây cam quýt được sản xuất tại Nhật Bản.

## Mô tả
Quả nặng từ 200 đến 280 g, có thể nặng đến 400 g, đường kính từ 7 cm, gần bằng chiều cao, kể cả cuố̀ng lồi. Hàm lượng đường 13 ° Brix; vị ngọt thanh. Một quả dekopon với 210 g thịt chứa 100 mg vitamin C, đây là mức khuyến nghị hàng ngày (RDA).
Điểm kỳ dị của dekopon là chiếc cuống lồi tạo nên dấu ấn rõ rệt: các loại cam quýt khác không có phần lồi ở đỉnh, ví dụ yuge hyōkan (弓削瓢柑) từ đảo Iwagi, sambokan, cả hai có cuống kín, hoặc quýt cam Ortanique có thể có cuống đẹp, nhưng cuống của dekopon lớn hơn nhiều và ấn tượng hơn. Vỏ quả có màu cam đậm. Múi quả mịn đều, không gây ê răng, bọng nước rất căng mọng không vỡ ra dưới ngón tay mà cho cảm giác nửa giòn, nửa tan trong miệng, hương vị thơm ngon của quýt cam. Quả hầu như không hạt.
Dekopon có giá khá đắt đỏ do kích thước và độ ngọt, một quả có giá khoảng 750 ¥ (6,6 $), có khi lên đến 13 € (13,92 $). Vào năm 2021, mức giá trung bình quan sát được khoảng 4,5 € hoặc 5 $ (10.000 ¥  mỗi hộp từ 15 đến 20 quả). Tại Hoa Kỳ, nơi quả được bán với số lượng lớn, vào năm 2021, chúng có giá 1,7 $ và được dán nhãn hữu cơ sản xuất.

## Trồng trọt
Dekopon thường được trồng ghép trên gốc ghép Poncirus Trifoliata giúp cải thiện chất lượng quả. Các thử nghiệm ghép trên cây Citrumelo Swingle đã cho ra thảm thực vật khỏe mạnh và chất lượng quả tốt. Ở Trung Quốc, nên lựa chọn gốc ghép khỏe mạnh hoặc cây cam đắng.
Giống như tất cả quýt và quýt cam, cây thường có thảm thực vật dày đặc; cắt tỉa khá quan trọng, với mục đích giữ cho cây luôn nhận ánh sáng (cây được trồng dưới ánh mặt trời), hạn chế rệp sáp tấn công. Mật độ trồng vừa phải là 2,5 m  × 3 m  giữa các hàng.
Các chồi non (cành thẳng đứng khỏe mạnh thường có gai) phải được loại bỏ thường xuyên. Cây có thể vươn cao 2,5 m. Tỉa gọn những quả thừa được thực hiện theo phương pháp của Nhật Bản là 1 quả cho 80 đến 100 lá, tránh trồng xen kẽ và cho quả to từ năm này qua năm khác. Tỉa gọn được thực hiện vào giữa tháng 7 cùng đợt tỉa thứ hai vào tháng 8-9 để loại bỏ những quả kém còi cọc hoặc bị nứt. Cây bắt đầu ra quả sau bốn năm, vụ thu hoạch được tiến hành vào tháng 3 đến tháng 4 ở Nhật Bản. Sau khi thu hoạch, quả dekopon thường được bảo quản trong thời gian 20-40 ngày để nồng độ acid citric trong quả giảm xuống trong khi lượng đường tăng lên, tạo hương vị hấp dẫn khi bán ra thị trường.
Dekopon có thể trồng được trên đất có sỏi, miễn rằng đó là nơi có ánh nắng, thoát nước tốt và được bảo vệ tránh gió, chống lại sương giá mùa đông. Dekopon còn được trồng trong nhà kính lớn để giữ ở nhiệt độ ôn hòa, một số nhà kính được sưởi ấm và được thu hoạch từ tháng 12 đến tháng 2 (mùa đông ở Nhật Bản).
Tại Brazil, nông dân gốc Nhật Bản đã thành công khi trồng thích nghi giống này với khí hậu nhiệt đới đến ôn đới ở vùng cao nguyên của bang São Paulo.

## Hậu duệ
Trồng dekopon thành công phổ biến đã tạo ra một loạt các sản phẩm phái sinh như thạch, nước trái cây, siro và đồ uống, đồ hộp, trái cây sấy khô, bánh ngọt , bánh kẹo dạng viên và thanh, đồ chơi và tượng nhỏ, v.v...
Nghiên cứu giống cây mới từ dekopon hoặc các phương pháp canh tác mới đã mang lại dekopon được thu hoạch 330 ngày sau khi nở hoa ở Oita, rất ngọt, được gọi là deko 330 (デコ330) hoặc loại được tinh chế trên cây ở Aichi dưới thương hiệu Kijuku Dekopon.
Giống cây trồng thu được từ phôi hạt nhân từ cây con của hạt giống quý hiếm (Aki no Kagayaki, Hito no Yutaka, Saga Fruit Test No. 34 và Manabe Deco) hoặc từ đột biến chồi (Yo no Kaori và Ai no Kaori). Nghiên cứu của Nhật Bản về các giống cây có múi mới được tiến hành bằng phương pháp lai tạo dựa trên kiến thức hiện có. Vì vậy, giống mới thường có hương vị, kết cấu, hình thức phù hợp với thành công về mặt thương mại nhưng sớm hơn (đây là trường hợp của Kanpei, sản xuất vào tháng 1-tháng 2, ghi nhận vào năm 2007) hoặc đạt dinh dưỡng chức năng thú vị (như Seinan no Hikari 西南のひかり - 2009).
Giống lai Shiranui x Murcott 肥の豊[ひのゆたか] được tạo ra vào năm 1989. Năm 2003, Trung tâm Nghiên cứu Kumamoto đã đăng ký giống, nơi sản xuất độc quyền, cây trồng gần giống dekopon ngoại trừ đặc điểm cây khỏe hơn và cho năng suất tốt hơn.
Thanh yên-shiranui (柠檬不知火) là một giống cây tại Trung Quốc (có thể là giống thanh yên Eureka), quả có hình dáng giống như dekopon nhưng vỏ có màu vàng (ngoại bì giàu lutein và neoxanthin nghèo carotene), quả ngọt được bán trên thị trường Trung Quốc. 

### Chính sách bảo vệ cây giống của Nhật Bản
Dekopon là ví dụ kinh điển về văn hóa đổi mới nghiên cứu của Nhật Bản không được bảo vệ đầy đủ bên ngoài Nhật Bản. Hiện tượng này đã dẫn đến phản ứng bảo vệ pháp lý và lệnh cấm xuất khẩu nguyên liệu thực vật cho phép nhân giống loại cây này (bao gồm dâu tây Benihoppe và Sagahonoka và nho Shine Muscat). Xuất khẩu trái phép hạt giống và cây trồng của 3.000 giống đã đăng ký, bị cấm kể từ năm 2021 và sự bảo vệ pháp lý bên ngoài Nhật Bản được hỗ trợ. Hiroshi Takada viết “Tại Nhật Bản, chúng tôi áp dụng chiến lược bán sản phẩm chất lượng cao từ các dòng sản phẩm cải tiến của chúng tôi với các thương hiệu cao cấp. Ở nước ngoài, họ thường áp dụng chiến lược lợi nhuận thấp, sản xuất hàng loạt và giá thấp. Vì vậy, một khi các giống nổi trội của Nhật Bản xuất khẩu ra nước ngoài, chất lượng sẽ giảm sút và giá cả giảm, chiến lược trong nước sẽ bị đặt dấu hỏi.».

## Tinh dầu
Công bố của Hàn Quốc về tinh dầu hoa dekopon (2013) chiết xuất bằng phương pháp chưng cất thủy lực - hiệu suất rất thấp 0,034% - đưa ra thành phần như sau: sabinene (34,75%), linalool (14,77%), β-ocimen (11,07%; lưu ý rằng chúng cũng có mặt trong quýt cam kanpei), 4-terpineol (9,63%), l-limonen (5,88%) và γ-terpinene (4,67%). Một nghiên cứu khác (2006) cung cấp bảng so sánh các thành phần trong tinh dầu từ vỏ (ép lạnh cơ học) giữa hai mẫu thí nghiệm Hàn Quốc và Nhật Bản: limonen có nhiều nhất trong mẫu dầu Nhật Bản (91,8%) và Hàn Quốc (86,4%); cồn chiếm 1,8% trong mẫu dầu Hàn Quốc và 0,2% trong mẫu dầu Nhật Bản, trong đó hàm lượng linalool tương ứng là 1,2% và 0,1%; mức độ aldehyd trong mẫu dầu Hàn Quốc (1,6%) cũng cao hơn trong mẫu dầu Nhật Bản (0,7%).

## Hình ảnh

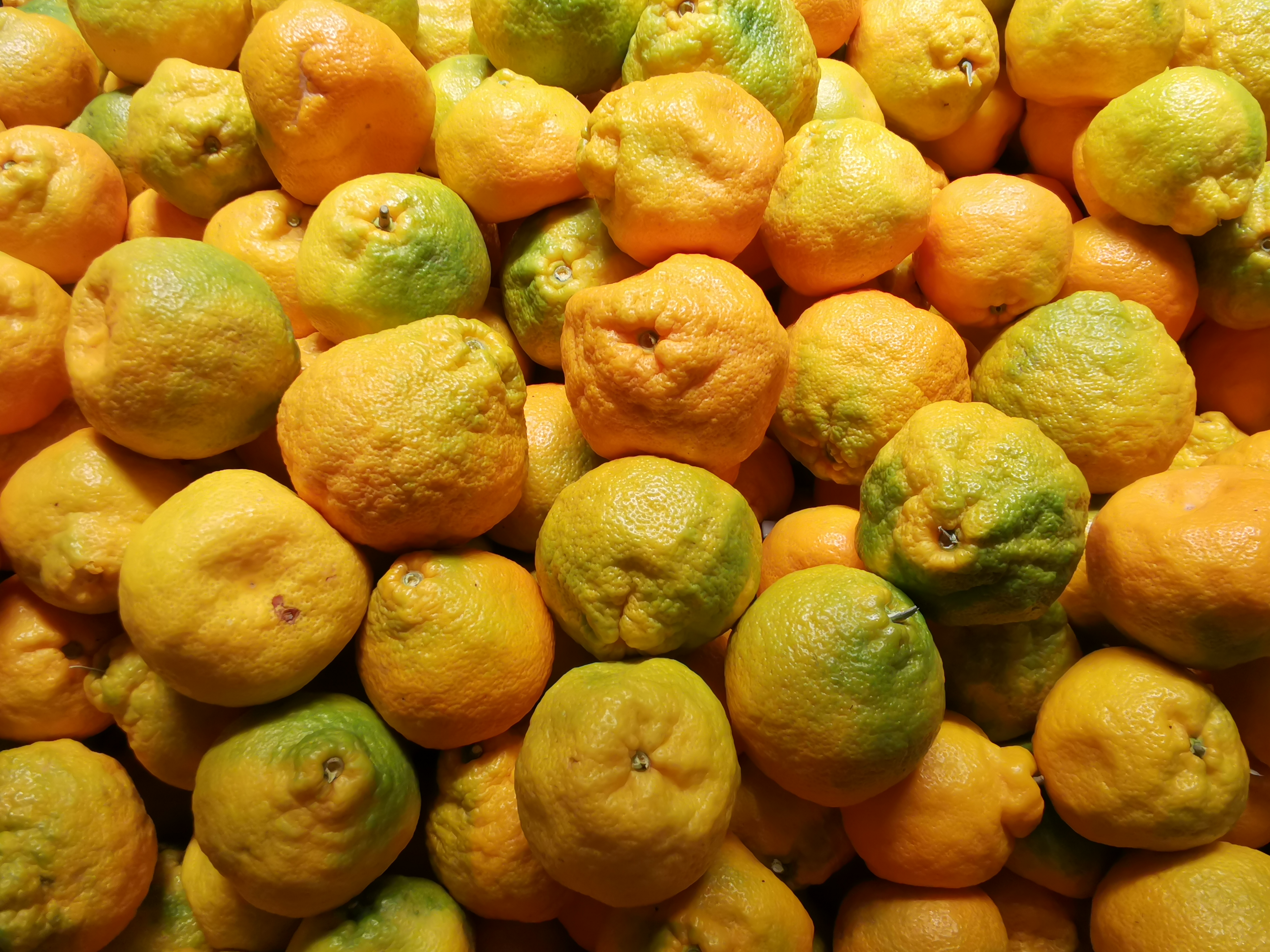
Ở Trung Quốc, quýt cam Ugli và Shiranui có cùng tên: 丑橘 (xú quất)
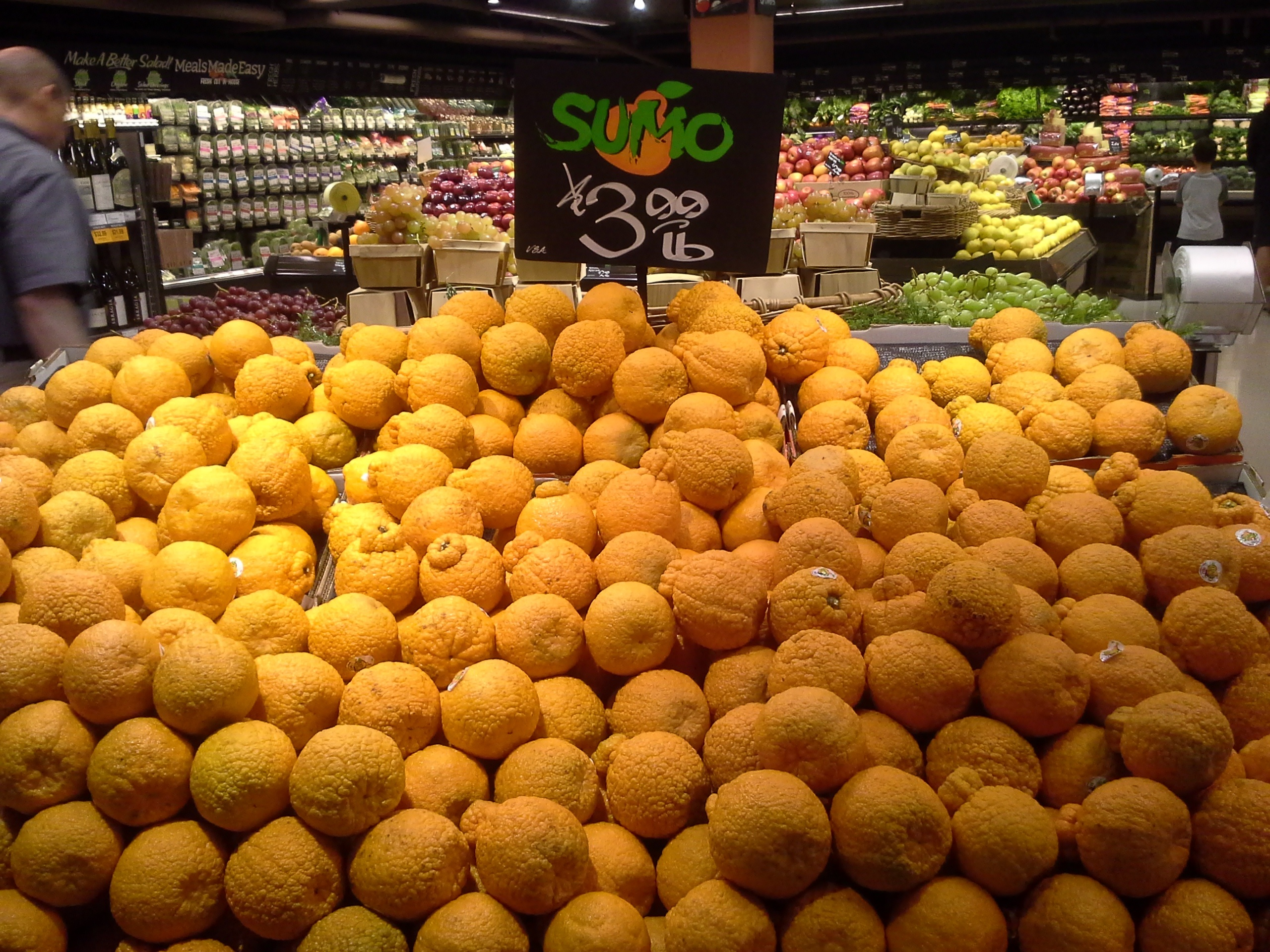
Quýt Sumo được bán với số lượng lớn tại Hoa Kỳ (Seattle)
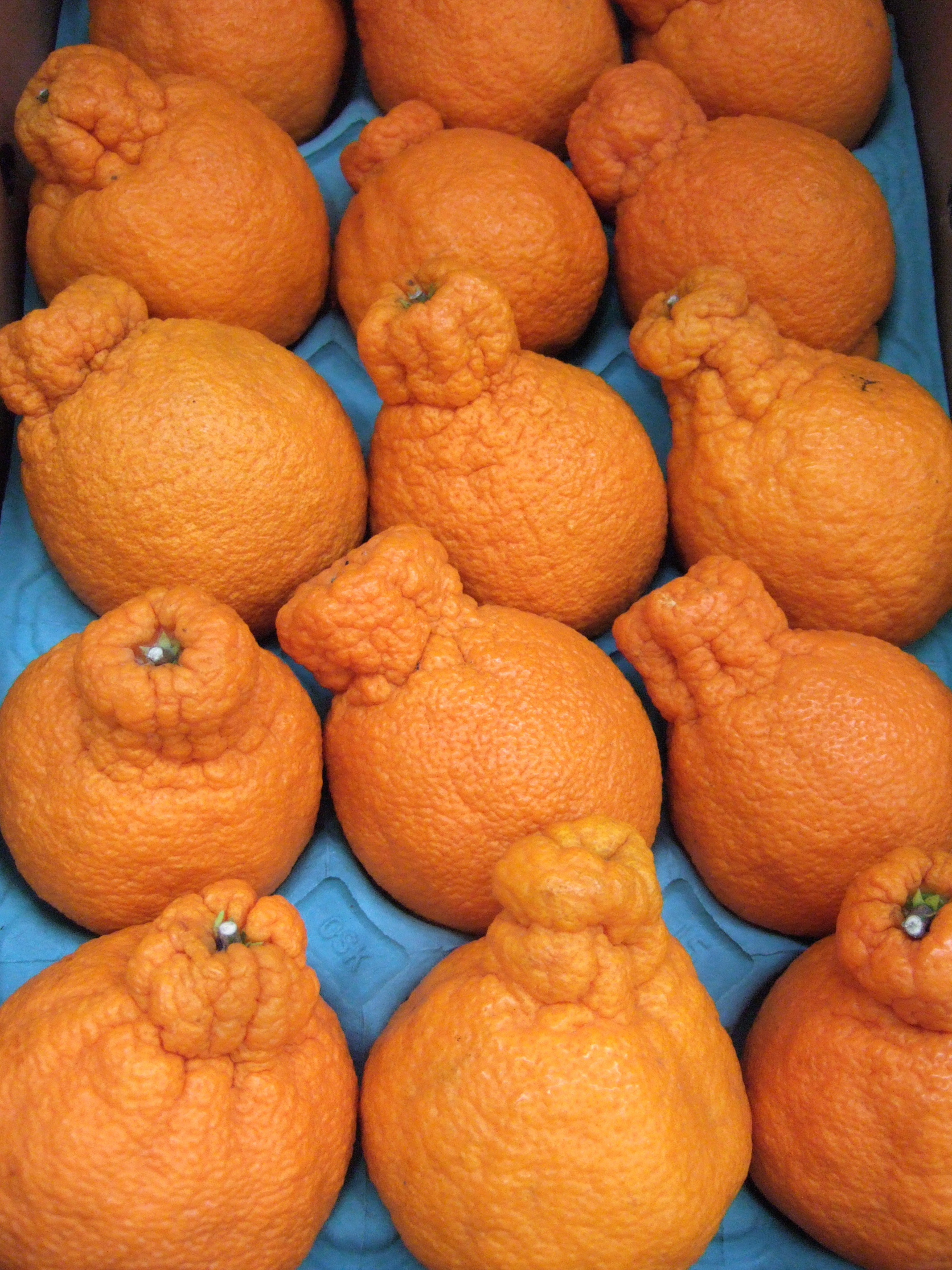
Quả được đánh dấu
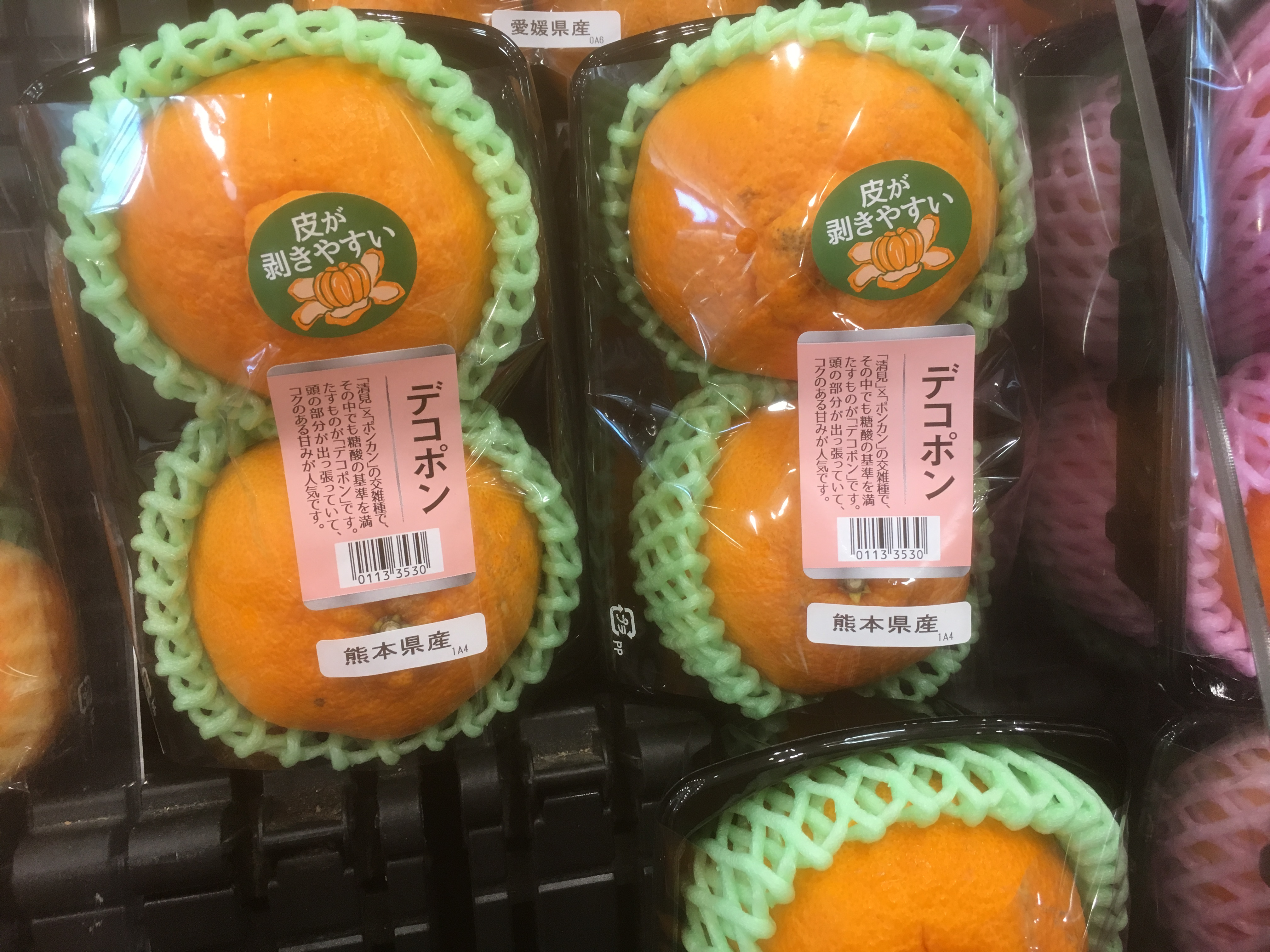
Quả bán ở Tokyo theo cặp (2019)
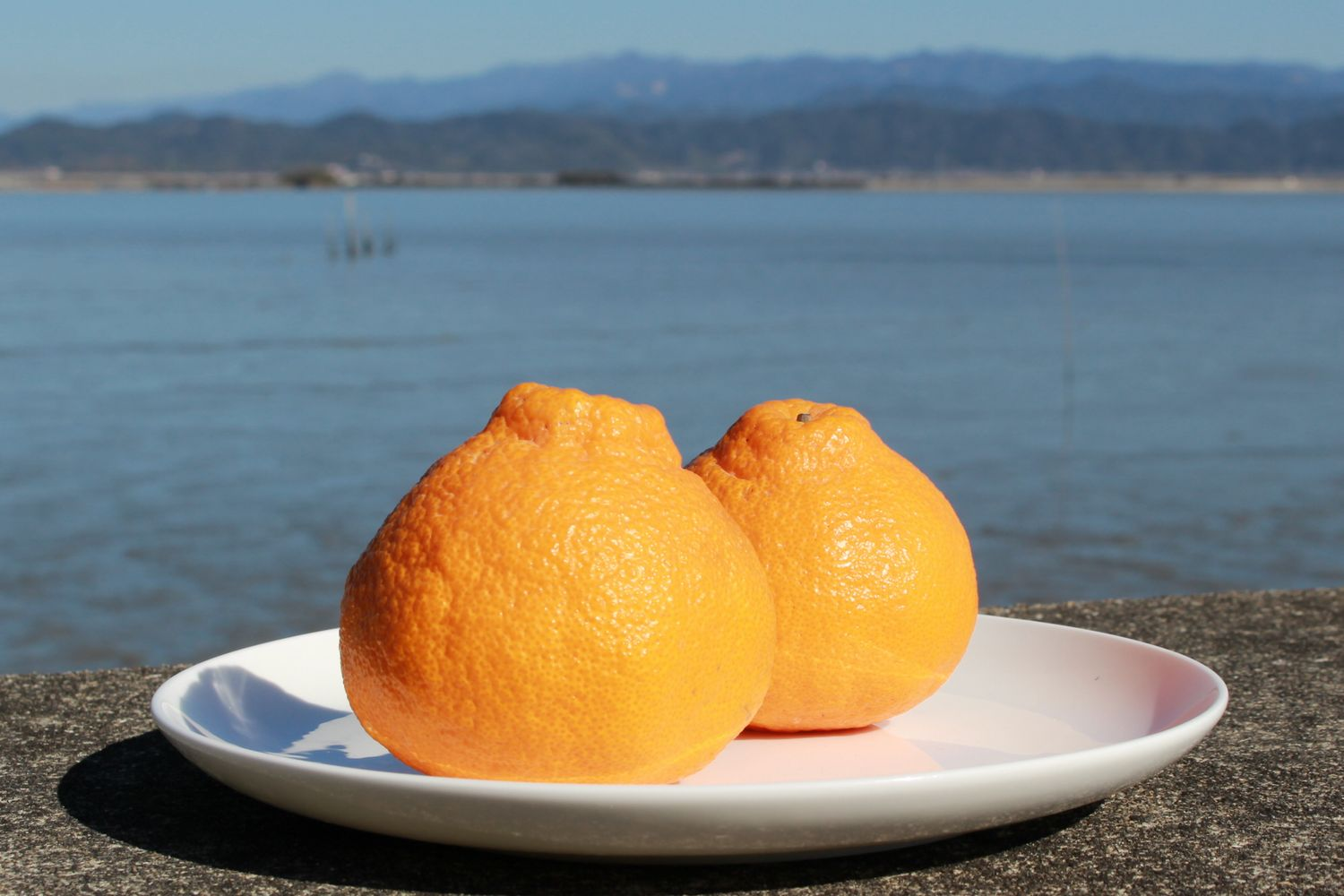
Hinoyutaka đôi khi được xem là kế thừa của dekopon